# ابزار برش
ابزار برش (به انگلیسی: Cutting Tools) به هر ابزاری که در فرایندهای ماشین کاری برای ایجاد برش یا شیار و برداشتن ماده از قطعه کار مورد استفاده است برش دهنده گویند که می‌تواند تک نقطه‌ای یا چند نقطه‌ای باشد. تک نقطه‌ای مانند تراشکاری و چند نقطه‌ای مانند سوراخکاری و فرزکاری و سنگ‌زنی. تیغه برش دهندها از موادی با سختی بیشتر از برش شونده‌ها ساخته می‌شوند.
جنس ماده ای که برای ابزار برشی انتخاب می‌شود همواره باید سخت‌تر و مستحکم تر از جنس ماده ای باشد که تحت ماشین کاری قرار می‌گیرد، همچنین این ابزار باید مقاومت حرارتی قابل قبولی نیز داشته باشند تا به هنگام ماشین کاری و ایجاد حرارت سریعاً فرسوده نشوند. برای اینکه بتوان مواد از جنس‌های مختلف را دقیق و ساده تراشید، لازم است که از ابزارهای برشی مناسبی استفاده کرد تا در عملیات ماشین‌کاری با انتخاب درست جنس قطعة کار و جنس ابزارهای براده‌برداری، عمر مفید ابزار برشی خود را افزایش دهیم و کیفیت قطعه کار خود را بالا ببریم.

## انواع ابزارهای برشی
1. اینسرت‌ها: دسته ای از ابزارها هستند که قابل تعویض و جایگزینی می‌باشند. این ابزارها از دو بخش تشکیل می‌شوند، یکی اینسرت و دیگری بخشی که اینسرت روی آن سوار می‌شود. معمولاً اینسرت‌ها بایداز جنس سمنت یا همان سیمان، الماس و… ساخته می‌شوند تا استحکام و سختی و عمر مفید بالایی داشته باشند.
2. تیغچه: تیغچه‌ها ابزاری هستند که قابل تعویض نمی‌باشند. این ابزار یکپارچه ساخته می‌شوند و زمانی که نیاز باشد سر تیغچه با سنگ زنی تیز می‌شود.

## عوامل تأثیر گذار بر عمر ابزار
امروزه شرکت‌ها برای تولیدات انبوه در صنایع مختلف تلاش می‌کنند تا هزینه تمام شده محصول خود را پایین بیاورند. از عوامل مهمی که در مرحله ماشین کاری هزینه دربردارد عمر ابزار و تعویض و جایگزینی آن می‌باشد. عوامل بسیاری در عمرمفید ابزار تأثیر می‌گذارند مانند:
1. دمای محیط و ابزار
2. هندسه ابزار برشی
3. مایع خنک‌کننده
4. جنس قطعه کار
5. جنس ابزار برشی
6. پارامترهای ماشین کاری
7. معیار شکست ابزار

معیار شکست ابزار مؤثرترین عامل در طول عمر ابزار برشی می‌باشد. معیار شکست ابزار یک مقدار از قبل تعیین شده (بر اساس کیفیت و دقت برده برداری و …) برای فرسایش و خوردگی ابزار یا رخ دادن یک پدیده (مانند ترک و شکست) را گویند.

### انواع معیارهای شکست
1. معیار شکست مستقیم: این معیار با خود ابزار برشی سر و کار دارد.
2. معیار شکست غیر مستقیم: این معیار با عوامل فرسوده شدن ابزار سر و کار دارد.

#### انواع معیارهای شکست مستقیم
الف- جدا شدن براده از ابزار برشی
ب- ترک خوردن ابزار برشی
ج- سایش و تو خالی شدن نوک ابزار برشی

#### انواع معیارهای شکست غیر مستقیم
الف- نیروهای براده برداری:
با قرار دادن حد مشخصی برای این نیروها (بر اساس کیفیت سطح و دقت کاری لازم) و اندازه‌گیری این نیروها بر روی ابزار برشی، می‌توان معیار شکست و عمر ابزار را تعیین کرد.
ب- کیفیت سطح
ج- دقت ابعادی قطعه کار

## جنس ابزارهای برشی
۱- فولادهای تندبر

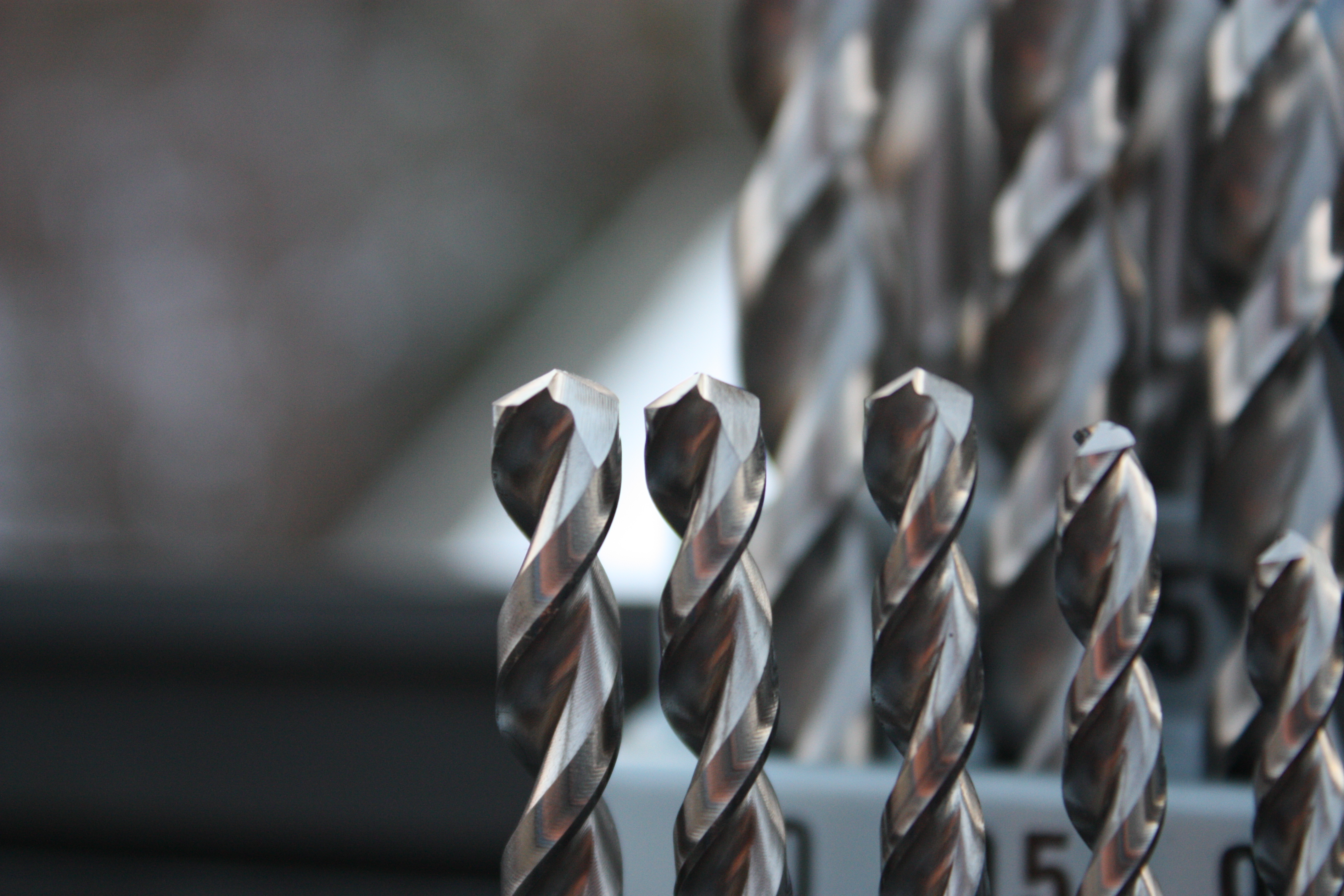
مته از جنس فولاد تندبر (HSS)

اصولاً برای برش «رنده‌های تراش» به کار می‌روند و علاوه بر کربن، ممکن است شامل عناصر دیگری ازقبیل تنگستن، مولیبدن، کروم، وانادیوم و کبالت باشند.
کربن برای حفظ سختی در درجه حرارت بالا، وانادیم موجب افزایش استحکام و مقاومت به سایش و کروم نیز به عنوان عامل بهبود چقرمگی عمل می‌کند.
۲- آلیاژهای ریختنی کبالت
این آلیاژها که مرکب از ۲ الی ۴ درصد کربن، ۱۴ تا ۲۰ درصد تنگستن، ۲۵ الی ۳۴ درصد کروم و مابقی کبالت هستند. به دلیل برخورداری از سختی زیاد و حفظ آن در درجه حرارت‌های بالا و مقاومت بالا نسبت به سایش و خوردگی، ضریب اصطکاک پایین در تماس با فولاد، به عنوان یکی از مواد مناسب برای ساخت ابزارهای براده‌برداری مطرح بوده‌اند.
اگر چه سختی این آلیاژها در دمای اتاق مشابه فولادهای تندبر است؛ ولی به دلیل حفظ بهتر سختی دردماهای بالاتر، قابل استفاده در سرعت‌های برشی بالاتری (تقریباً ۲۵٪ سرعت بیشتر) نسبت به فولادهای تندبر هستند. خواص مکانیکی و سختی این آلیاژها با عملیات حرارتی قابل تغییر نیست.
۳- کاربیدها

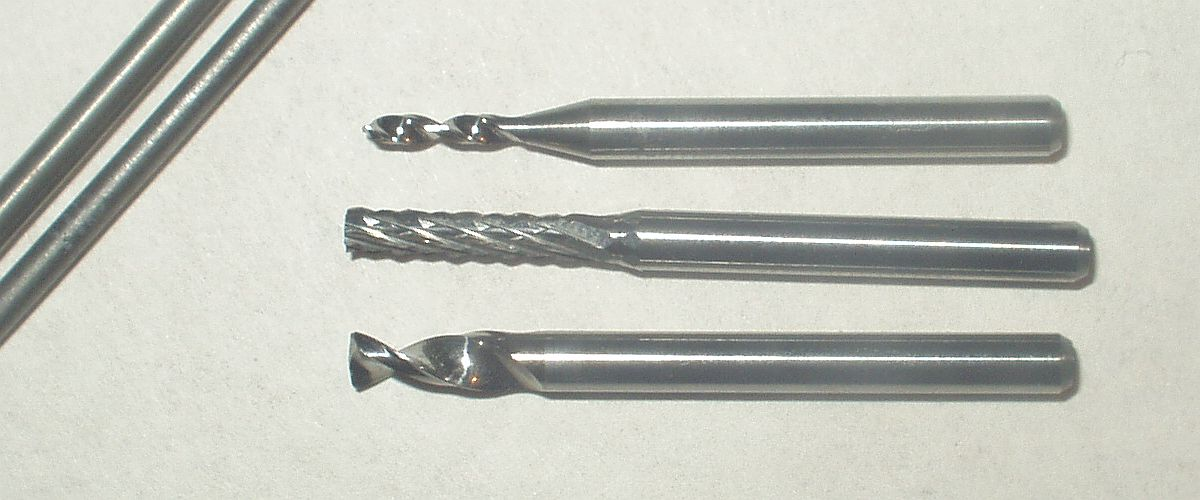
ابزار از جنس تنگستن کارباید

اصولاً «کارباید» اصطلاحی است که به ترکیب شیمیایی فلز و کربن گفته می‌شود. کاربایدها خود به سه گروه تقسیم می‌شوند:
۱- سمانته ۲- ریزدانه ۳- پوششی
کاربایدهای سمانته نیز خود به دو گروه عمده تقسیم می‌شوند:
1. گروه کاربید تنگستن خالص
2. گروه تنگستن کارباید آلیاژی (که حاوی کارباید تیتانیم یا کارباید تانتالیم می‌باشد)
3. سرامیک‌ها و سرمت‌ها

ابزارهای سرامیکی بیشترین تکامل را در چند سال اخیر داشته‌اند و هر چند بسیار گران هستند؛ اما از ابزارهای الماسه‌ای ارزانترند. سرامیک‌ها بسیار سبک و شکننده‌اند.
سرامیک‌ها درسرعت‌های برش سه الی چهار برابر ابزارهای کاربایدی هستند. صافی سطح حاصل از ماشین‌کاری با این ابزارها بسیار خوب است و استفاده از سیال خنک‌کننده در براده برداری این ابزارها ضروری نیست.
سرمت‌ها که ترکیب خاصی از سرامیک‌ها و فلزات هستند، برای کاهش تردی و شکنندگی سرامیک‌ها و بهبود آن‌ها ابداع شده‌اند.
فلزاتی نظیرآهن، کروم، تیتانیوم و نیکل از مخلوط شدن با سرامیک‌ها، «سرمٍت» را به وجود می‌آورند.
از بارزترین خصوصیات سرمت‌ها و سرامیک‌ها حفظ سختی در درجه حرارت‌های خیلی بالا و مقاومت بالا در مقابل سایش؛ ولی مقاومت کم در مقابل خمش و شوک‌های مکانیکی و بارهای ضربه‌ای وارتعاش است و لذا با وجود این محدودیت‌ها باید از ماشین‌ابزارهای صلب و کاملاًمستحکم که بدون لرزش می‌باشند، استفاده کرد.
5- CBN
این ماده سخت‌ترین ماده شناخته شده پس از الماس است. از مهم‌ترین امتیازات آن، مقاومت حرارتی بیشتر ازالماس و خنثی بودن آن از نظر شیمیایی است. استفاده از CBN به عنوان ابزار براده برداری برای خشن‌کاری و پرداخت فولادهای کربنی و آلیاژی، ابزار سخت‌کاری‌شده و چدن‌های سخت و به ویژه سوپرآلیاژها با پایه نیکل و کبالت و قطعات ساخته شده به روش متالوژی پودر، پلاستیک‌ها و گرافیت توصیه می‌شود.
اگر چه این نوع ابزارها را می‌توان بدون استفاده از سیال خنک‌کننده نیز به کار برد؛ ولی استفاده از سیال‌های خنک‌کننده حل‌شونده در آب نتایج مثبت به همراه دارد.
۶- الماس‌ها
الماس، سخت‌ترین ماده شناخته شده در جهان و سختی متوسط آن ۵ برابر کاربایدهای سمانته است. سختی بسیار بالا، مقاومت به سایش عالی، قابلیت هدایت حرارتی بسیار خوب، استحکام فشاری بسیار بالا و انبساط حرارتی بسیار کم، باعث حصول اندازه‌های یکنواخت و دقیق در قطعه کار و صافی سطح بالا می‌باشد.
ابزارهای الماس، به هنگام براده‌برداری از فولادهای نرم و کم‌کربن، به سرعت سائیده می‌شوند؛ درصورتی که سرعت سایش آن‌ها در ماشین کاری فولادهای آلیاژی پرکربن کمتر است و گاهی اوقات در ماشین‌کاری چدن (با درصد کربن بالا) طول عمر زیادی از خود نشان می‌دهند، ولی با این وجود به‌طور کلی ماشین‌کاری آلیاژهای آهنی و چدن توسط ابزارهای الماس توصیه نمی‌شوند.